# Clouds (album, Tiamat)
Clouds (česky oblaka) je třetí studiové album švédské kapely Tiamat. Vydáno bylo v roce 1992 hudebním vydavatelstvím Century Media Records, nahráno v dortmundském studiu Woodhouse. Producentem byl Waldemar Sorychta.
Na albu je patrný vývoj kapely, který směřuje od death metalu k doom/gothic stylu. Ke skladbě The Sleeping Beauty vznikl videoklip, ačkoli zpěvák a kytarista Johan Hedlund jej nepovažuje za plnohodnotný, mluví o něm jako o nouzovém řešení (za první a reprezentativní videoklip považuje až následující, který vznikl ke skladbě Whatever That Hurts z alba Wildhoney z roku 1994).

## Seznam skladeb
1. In a Dream – 5:12
2. Clouds – 3:40
3. Smell of Incense – 4:29
4. A Caress of Stars – 5:26
5. The Sleeping Beauty – 4:10
6. Forever Burning Flames – 4:22
7. The Scapegoat – 4:56
8. Undressed – 7:10

## Sestava
- Johan Edlund - kytara, vokály
- Thomas Petersson - kytara
- Johnny Hagel - baskytara
- Kenneth Roos - klávesy
- Niklas Ekstrand - bicí